# Sociale interactie
Sociale interactie is de wijze waarop mensen en groepen ten opzichte van elkaar handelen, op elkaar reageren en elkaar proberen te beïnvloeden. 
Vanuit de theorie van sociale ruil zouden relaties worden aangegaan omdat deze voordeel opleveren voor de betrokkenen. Dat alle interactie te herleiden zou zijn tot ruil werd geïnspireerd door het utilitarisme, de economische theorie die uitgaat van de homo oeconomicus, de rationele mens die zich slechts laat leiden door maximale behoeftebevrediging met de beschikbare middelen. 
Een andere vorm van interactie is het conflict dat als functie integratie heeft.
Volgens het symbolisch interactionisme ontstaat de betekenis van dingen uit sociale interactie, niet uit de dingen zelf of vanuit een individuele actor.
Een bijzondere vorm van sociale interactie is de opvoedingsrelatie. Het kind is aangewezen op de opvoeder om zo een begin te kunnen maken met zijn eigen socialisatie.

## Basisvormen van interactie
- Sociale ruil:

We handelen vaak omdat we een tegenprestatie van de ander terug verwachten. Wordt ook wel vaak aangeduid met de uitdrukking 'in het krijt staan'.
- Samenwerking:

Hierbij wordt er een (stilzwijgend) akkoord gevormd over een gemeenschappelijke doelstelling. Er wordt binnen de samenwerking een conformiteit verwacht in het navolgen van afspraken. Bij samenwerking worden er vaak aan taakverdeling of functionele differentiatie gedaan.
- Conformiteit:

Conforme interactie is interactie die verloopt volgens de betekenis die beide partners toekennen aan de interactie. De rolverwachtingen worden ingevuld. Wanneer iemand zijn rolverwachtingen overtreedt, stelt deze persoon deviant gedrag.
- Conflict:

Dit is een objectieve of subjectieve tegenstelling door een ongelijke verdeling van schaarse en gewaardeerde middelen (materiaal of niet-materieel). Er schuilt achter een waardenconflict vaak nog een belangenconflict. Vb van een conflict is een werkstaking.
- Macht:

Is de interactievorm waarbij de ene partij de andere beïnvloedt om zijn eigen doelstellingen te bereiken, zelfs tegen de wil van de ene partij in.

## Verwachtingen
Bij sociale interacties spelen verwachtingen een belangrijke rol. Zolang dit gedeelde verwachtingen zijn en iedereen daar naar handelt, stroomlijnt dit de interacties. Naast algemene verwachtingen die gelden voor iedereen in de samenleving, zijn er specifieke verwachtingen die bij een bepaalde sociale rol horen. Zelfs gedeelde verwachtingen kunnen echter strijdig zijn. Dit rolconflict treedt op als de taken die horen bij een bepaalde rol niet tegelijkertijd uitgevoerd kunnen worden. Omdat niet alle onderlinge afhankelijkheden volledig zijn te overzien, is het geheel van alle interacties voor een groot deel een blind proces.

In dit verband wordt ook wel gesproken van het omdat- en het opdat-motief. Een omdat-motief is de reactie op gebeurtenissen uit het verleden, terwijl het opdat-motief is gebaseerd op verwachtingen over de toekomst.

### Regel van Thomas
Volgens de regel van Thomas hebben situaties werkelijke gevolgen als mensen deze als werkelijk definiëren. De definitie van de situatie is dus van invloed op het handelen. Dit principe ligt aan de zelfbevestigende voorspelling ten grondslag waarbij het maken van de voorspelling alleen al de voorspelling uit laat komen. Het tegenovergestelde is ook mogelijk en wordt de zelfweerleggende voorspelling genoemd.